# Nectarinia verticalis
O beija-flor-de-cabeça-verde (Cyanomitra verticalis) é uma espécie de ave da família Nectariniidae.
Pode ser encontrada nos seguintes países: Angola, Benim, Burkina Faso, Burundi, Camarões, República Centro-Africana, República do Congo, República Democrática do Congo, Costa do Marfim, Guiné Equatorial, Gabão, Gâmbia, Gana, Guiné, Guiné-Bissau, Quénia, Libéria, Malawi, Mali, Nigéria, Ruanda, Senegal, Serra Leoa, Sudão, Tanzânia, Togo, Uganda e Zâmbia.